# Szkolny zestaw programów nauczania
Szkolny zestaw programów nauczania – program, który obejmuje całą działalność szkoły z punktu widzenia dydaktycznego. Uwzględnia całość podstawy programowej dla danego etapu edukacyjnego. Szkolny zestaw programów nauczania składa się z zestawów programów nauczania dla każdego oddziału, ten z kolei składa się z programów nauczania indywidualnie wybranych przez nauczycieli lub ich autorstwa. 
Niezbędne warunki, które muszą być przestrzegane przy tworzeniu zestawu programów to: 
- uwzględnienie możliwości uczniów,

- ich zainteresowań,

- wyposażenie szkoły oraz zespołowa praca nauczycieli, którzy muszą uzgodnić nauczane treści i ich realizację.